# Peggy Charren
Peggy Sundelle Charren (nascida Peggy Walzer; Nova York, 9 de março de 1928 - Dedham, 22 de janeiro de 2015) foi uma ativista estadunidense, conhecida por ter fundado em 1968 a Action for Children's Television (ACT), uma organização nacional de defesa dos direitos da criança. A organização foi fundada em um esforço para encorajar a diversidade de programação infantil e eliminar os abusos comerciais na programação infantil de televisão.

## Biografia
Charren nasceu Peggy Walzer em uma família judia em 9 de março de 1928, filha de Ruth (nascida Rosenthal) e Maxwell Walzer. Seus avós eram imigrantes originários da Rússia. Em 1949, Charren se formou no Connecticut College e depois assumiu o cargo de diretora do departamento de cinema na WPIX-TV, um canal de TV que transmite para a cidade de Nova York. Atuou também como diretora do Creative Arts Council de Newton, Massachusetts, fundou uma empresa que organizava feiras de livros infantis, a Quality Book Fair; e possuía uma galeria especializada em artes gráficas, a Art Prints.

## Carreira
Em 1968, após ficar preocupada com o baixo nível da programação infantil que suas duas filhas pequenas assistiam e com o alto volume de propaganda direcionada a crianças que era exibido na TV, Peggy fundou a Action for Children's Television (ACT), uma organização não governamental sem fins lucrativos dedicada a aumentar a diversidade de qualidade nas opções de televisão para crianças. Como a Lei de Comunicações de 1934 (Communications Act of 1934) exigia que os canais de televisão estadunidenses servissem ao interesse público em troca do uso do espectro de radiodifusão, ela fez lobby e pressionou os canais de TV a promover programas de televisão educativos direcionados à crianças e adolescentes. Em 1990, o Congresso dos Estados Unidos aprovou a Lei de Televisão Infantil (Children's Television Act), que exigia que todas as estações de televisão transmitissem programação educacional para crianças. Em 1992, a ACT foi extinta, embora Charren continuasse a trabalhar e, em 1996, as regras se tornaram ainda mais rígidas, exigindo que os canais de televisão transmitissem três horas de programação infantil por semana.
Embora tenha sido acusada de ser a favor da censura por seus críticos, incluindo os roteiristas de animação Steve Gerber e Mark Evanier, Charren sempre negou, afirmado ser abertamente contra a censura e corroborando sua posição afirmando ter sido contra as campanhas realizadas pela American Family Association, um grupo protestante fundamentalista que buscou proibir vários programas. Ela fez parte do conselho curador do canal público e educativo WGBH, emissora afiliada da PBS em Boston, no estado de Massachusetts. Em 1983, Charren tornou-se associada do Women's Institute for Freedom of the Press (WIFP).

## Prêmios
Em 1989, a Academia Nacional de Artes e Ciências Televisivas concedeu-lhe o Prêmio de Curadores. Seu trabalho com a ACT culminou na aprovação do Lei de Televisão Infantil (Children's Television Act) de 1990, e ela recebeu um Prêmio Peabody em 1991. Em 1992, ela se desfez da ACT, anunciando que havia cumprido os objetivos que ela havia estabelecido. Em 1995, ela foi premiada com a Medalha Presidencial da Liberdade.

## Vida pessoal e morte
Em 1951, casou-se com o engenheiro Stanley Charren; juntos, eles tiveram duas filhas. O casal morava em Cambridge, no estado de Massachusetts. Peggy Charren morreu em 22 de janeiro de 2015. Em seus últimos anos, ela teve demência vascular.